# Atractus eriki
Atractus eriki là một loài rắn trong họ Colubridae. Loài này được Esqueda, La Marca & Bazó mô tả khoa học đầu tiên năm 2007.